# 聖ヨハネ騎士団総長の一覧
聖ヨハネ騎士団総長の一覧（イタリア語: Gran maestro dell'Ordine di Malta）は、1113年に、教皇パスカリス2世より、騎士修道会としての正式な承認から現在のマルタ騎士団に至るまでの総長の一覧を挙げる。
初期からグランドマスターの称号が用いられている。1607年に神聖ローマ皇帝ルドルフ2世から総長に大公の称号を授与されて以来、歴代の総長は大公の座も兼任している。約300年後にはイタリア王ヴィットーリオ・エマヌエーレ3世によって、猊下が付け加えられた

## 一覧

### ホスピタル騎士団総長一覧
1. ジェラルド（在任: 1113年-1121年?）
2. レイモン・デュ・ピュイ（在任: 1121年?-1160年）
3. オージェ・ド・バルベン（在任: 1160年-1162年）
4. アルノー・ド・コンプ（在任: ?-1163年?）
5. ジルベール・デセリー（在任: 1163年?-1170年）
6. ガストーネ・デ・ムロル（在任: 1170年-1172年）
7. ジョベルト（在任: 1172年?-1177年）
8. ロジェ・ドゥ・ムーラン（在任: 1177年-1187年）
9. アルメンゴル・デ・アスパ（在任: 1187年-1190年）
10. ガルニエ・デ・ナブルス（在任: 1190年-1192年）
11. ジェフロワ・ド・ドンジョン（在任: 1193年-1202年）
12. フェルナンド・アフォンソ（在任: 1202年-1206年）
13. ジェフロワ・ル・ラット（在任: 1206年-1207年）
14. ゲラン・ド・モンテギュー（在任: 1207年-1228年）
15. ベルトラン・ド・テシー（在任: 1228年-1231年）
16. ゲリン・ルブラン（在任: 1231年-1236年）
17. ベルトラン・ド・コンプ（在任: 1236年-1240年）
18. ピエール・ド・ヴィエイユ＝ブリロード（在任: 1240年-1242年）
19. ギヨーム・デ・シャトーヌフ（在任: 1242年-1258年）
20. ヒューズ・ド・レヴェル（在任: 1258年-1277年）
21. ニコラス・ロルグネ（在任: 1277年-1285年）
22. ジャン・ド・ヴィリエ（在任: 1285年-1293年）
23. オドン・ド・ピンズ（在任: 1294年-1296年）
24. ギヨーム・ド・ヴィラレー（在任: 1296年-1305年）

### ロードス騎士団総長一覧
1. フルク・ド・ヴィラレー（在任: 1305年-1319年）
2. エリオン・ド・ヴィルヌーヴ（在任: 1319年-1346年）
3. デュードネ・ド・ゴゾン（在任: 1346年-1353年）
4. ピエール・ド・コルネイヤン（在任: 1353年-1355年）
5. ロジェ・ド・ピンズ（在任: 1355年-1365年）
6. ライムンド・ベレンガー（在任: 1365年-1374年）
7. ロベール・ド・ジュイ（在任: 1374年-1376年）
8. フアン・フェルナンデス・デ・エレディア（在任: 1376年-1382年）
9. リッカルド・カラッチョロ（在任: 1383年-1395年）
10. フィリベール・ド・ナイラック（在任: 1396年-1421年）
11. アントン・フラビアン・デ・リパ（在任: 1421年-1437年）
12. ジャン・ド・ラスティック（在任: 1437年-1454年）
13. ジャック・ド・ミリー（在任: 1454年-1461年）
14. ピエロ・ライムンド・ザコスタ（在任: 1461年-1467年）
15. ジョバンニ・バティスタ・オルシーニ（在任: 1467年-1476年）
16. ピエール・ドビュッソン（在任: 1476年-1503年）
17. エメリー・ダンボワーズ（在任: 1503年-1512年）
18. ガイ・ド・ブランシュフォール（在任: 1512年-1513年）
19. ファブリツィオ・デル・カレット（在任: 1513年-1521年）

### マルタ騎士団総長一覧（1521年-1798年）
1. フィリップ・ヴィリエ・ド・リラダン（在任: 1521年-1534年8月21日）
2. ピエロ・ド・ポンテ（在任: 1534年8月26日-1535年11月17日）
3. ディディエ・ド・サン＝ジャイユ（在任: 1535年11月22日-1536年9月26日）
4. フアン・デ・オメデス（在任: 1536年10月20日-1553年9月6日）
5. クロード・ド・ラ・サングル（在任: 1553年9月11日-1557年8月18日）
6. ジャン・ド・ヴァレット（在任: 1557年8月21日-1568年8月21日）
7. ピエール・ド・モンテ（在任: 1568年8月23日-1572年1月26日）
8. ジャン・ド・ラ・カシエール（在任: 1572年1月30日-1581年12月21日）
9. マチュリン・ロメガス（暫定、在任: 1581年）
10. ヒューグ・ルーベン・ド・ベルダル（在任: 1582年1月12日-1595年5月4日）
11. マルティン・ガルゼス（在任: 1595年5月8日-1601年2月7日）
12. アロフ・ド・ウィニャクール（在任: 1601年2月10日-1622年9月14日）
13. ルイス・メンデス・デ・バスコンセロス（在任: 1622年9月17日-1623年3月7日）
14. アントワーヌ・ド・ポール（在任: 1623年3月10日-1636年6月9日）
15. ジョバンニ・パオロ・ラスカリス（在任: 1636年6月16日-1657年8月14日）
16. ラファエル・コトナー（在任: 1660年6月5日-1663年10月20日）
17. ニコラス・コトナー（在任: 1663年10月23日-1680年4月29日）
18. グレゴリオ・カラファ（在任: 1680年5月2日 – 1690年7月21日）
19. エイドリアン・ド・ウィニャクール（在任: 1690年7月24日-1697年2月4日）
20. ラモン・ペレロス（在任: 1697年2月7日-1720年1月10日）
21. マルカントーニオ・ゾンダダリ（在任: 1720年1月13日-1722年6月16日）
22. ラモン・デスプイグ（在任: 1736年12月16日-1741年1月15日）
23. マヌエル・ピント・ダ・フォンセカ（在任: 1741年1月18日-1773年1月24日）
24. フランシスコ・ヒメネス・デ・テハダ（在任: 1773年1月28日-1775年11月9日）
25. エマニュエル・ド・ローアン＝ポルデュク（在任: 1775年11月12日-1797年7月14日）
26. フェルディナンド・フォン・ホンペシュ・ツーボルハイム（在任: 1797年7月17日-1799年7月6日）

### マルタ騎士団総長一覧（1798年-現在）
1798年にナポレオン・ボナパルトの侵攻で領土であったマルタ島を失って以来、総長は主権実体の元首として活動している。
| 代                    | 肖像 | 名前                                                     | 就任日        | 退任日         | 備考                                        |
| --------------------- | ---- | -------------------------------------------------------- | ------------- | -------------- | ------------------------------------------- |
| 72                    |      | パーヴェル1世                                            | 1798年        | 1801年         | 当時の教皇ピウス7世からの承認は得ていない。 |
| 空位（1801年-1803年） |      |                                                          |               |                |                                             |
| 73                    |      | ジョバンニ・バティスタ・トンマシ                         | 1803年3月11日 | 1805年6月13日  |                                             |
| 空位（1805年-1879年） |      |                                                          |               |                |                                             |
| 74                    |      | ジョバンニ・バティスタ・チェスキ・ア・サンタ・クローチェ | 1879年3月28日 | 1905年1月24日  | 教皇レオ13世からの承認を得た。              |
| 75                    |      | ガレアス・フォン・トゥーン・ウント・ホーエンシュタイン   | 1905年3月6日  | 1931年3月26日  |                                             |
| 76                    |      | ルドヴィコ・キージ・アルバーニ・デッラ・ローヴェレ       | 1931年5月30日 | 1951年11月24日 |                                             |
| 空位（1951年-1962年） |      |                                                          |               |                |                                             |
| 77                    |      | アンジェロ・デ・モジャーナ・ディ・コローニャ             | 1962年5月8日  | 1988年1月18日  |                                             |
| 78                    |      | アンドリュー・バーティ                                   | 1988年4月11日 | 2008年2月7日   |                                             |
| 79                    |      | マシュー・フェスティング                                 | 2008年3月11日 | 2017年1月28日  |                                             |
| 80                    |      | ジャコモ・ダッラ・トーレ・テンピオ・デ・サンギネット     | 2018年5月3日  | 2020年4月29日  | 教皇フランシスコより承認された。            |
| 空位（2020年-2023年） |      |                                                          |               |                |                                             |
| 81                    |      | ジョン・ティモシー・ダンラップ                           | 2023年5月3日  | （現職）       |                                             |